# دهستان میانکوه شرقی
دهستان میانکوه شرقی، یکی از دهستان‌های بخش افرینه شهرستان معمولان در استان لرستان ایران است. مرکز این دهستان، روستای چمشک است.

## جمعیت
بر پایه سرشماری عمومی نفوس و مسکن در سال ۱۳۹۵، جمعیت دهستان میانکوه شرقی برابر با ۱٬۲۰۸ نفر بوده‌است.